# Jeanneke Pis
Jeanneke Pis (Siusiająca dziewczynka) to posąg-fontanna, wykonany przez Denisa-Adriena Debouvrie i umieszczony w  1987 roku, nieopodal Grand Place w Brukseli, w małej uliczce Getrouwheidsgang.
Figurka ta, jest potocznie nazywana siostrą słynnego Manneken pis – posągu sikającego chłopca, który od XVII wieku jest symbolem Brukseli.
Stworzenie jego żeńskiej wersji, miało na celu przyciągnięcie turystów do ulic znajdujących się z drugiej strony Grand Place.
Dziś obie fontanny cieszą się ogromną popularnością i ze względów bezpieczeństwa są okratowane.